# Béni Boussaïd (distrito)
Béni Boussaïd é um distrito localizado na província de Tremecém, no noroeste da Argélia. Em 2008, sua população era de 20 346 habitantes.